# گواهینامه خلبانی شخصی

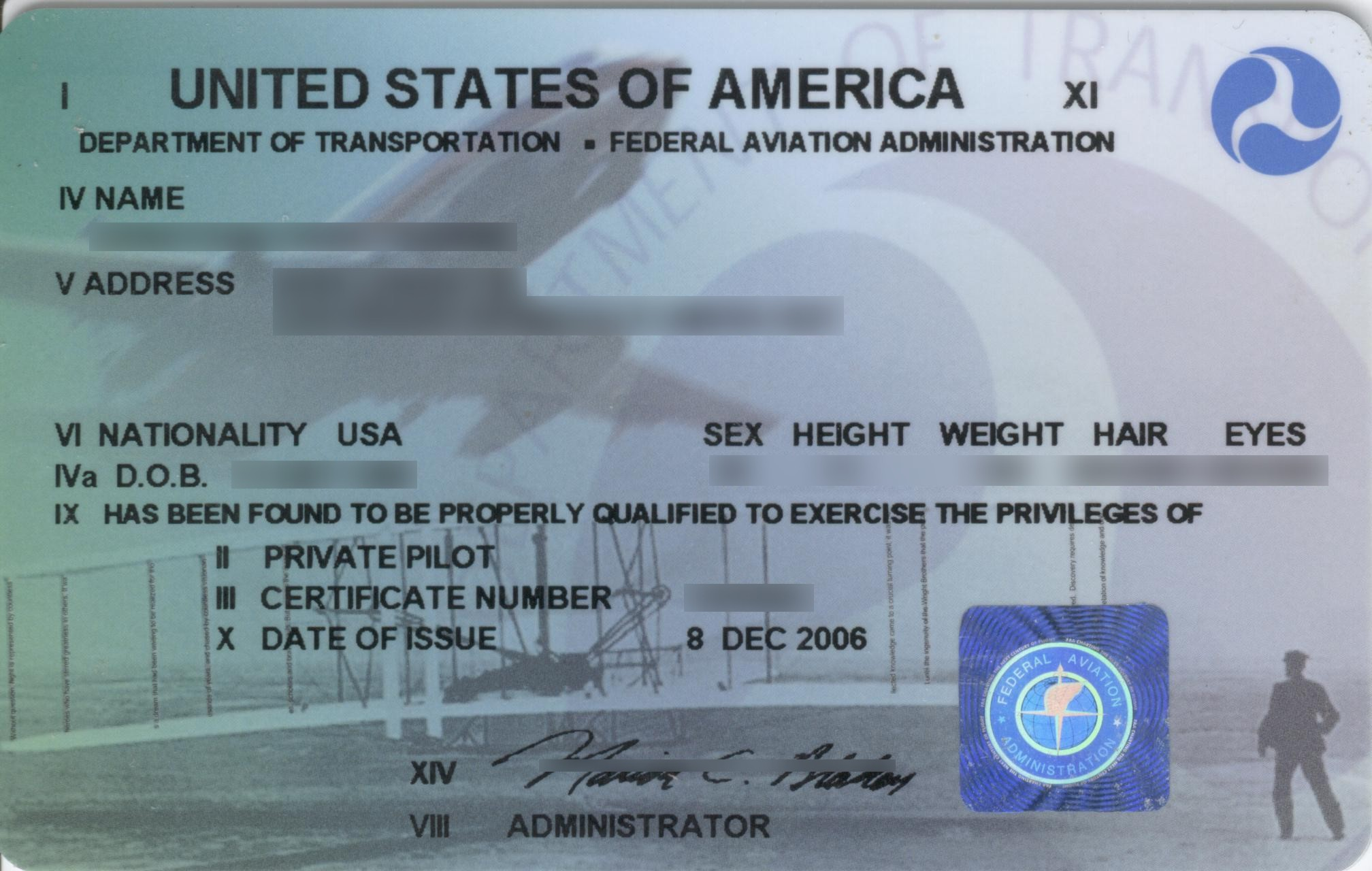
یک گواهینامه خلبانی شخصی صادر شده در ایالات متحده در سال ۲۰۰۶ (میلادی).

گواهینامه خلبانی شخصی یک نوع مجوز است که به دارندهٔ آن اجازه می‌دهد که به عنوان خلبان یک به صورت شخصی (بدون کسب درآمد) یک هواگرد را خلبانی کند. خلبان‌ها می‌توانند در مرحلهٔ بعد با کسب گواهینامه خلبانی بازرگانی از پرواز خود کسب درآمد کنند.
شرایط لازم برای دریافت گواهینامهٔ خلبانی شخصی توسط ایکائو تعریف شده‌اند، اما از کشوری به کشور دیگر تفاوت دارند. بر اساس تعریف ایکائو، این گواهینامه بعد از دست کم ۴۰ ساعت پرواز (۴۵ ساعت در اروپا)، قبول شدن در هفت آزمون کتبی، انجام پروازهای یک‌نفره برای مدتی قابل توجه (دست کم ۱۰ ساعت پرواز بدون همراه) و اثبات توانمندی‌های لازم برای خلبانی به یک ممتحن در طول یک پرواز آزمایشی (که شامل آزمون شفاهی نیز هست) ارائه می‌گردد.

## صادرکننده
در هر کشوری سازمانی خاص مجاز به صدور گواهینامه خلبانی شخصی است. برای نمونه در آمریکا این کار توسط اداره هوانوردی فدرال و در کانادا توسط ترنسپرت کانادا انجام می‌شود.

## انواع
انواع مختلفی از گواهینامه خلبانی شخصی وجود دارد که هر کدام برای یکی از انواع اصلی هواگردها صادر می‌شود. برای نمونه گواهینامهٔ لازم برای بالگرد و گواهینامهٔ لازم برای هواگرد ثابت‌بال متفاوت هستند.
در بسیاری کشورها انواع مختلف هواگردها که برای هر کدام نوع خاصی از گواهینامه صادر می‌شود به قرار زیر هستند:
- هواپیما
  - هواپیمای یک‌موتوره زمینی
  - هواپیمای یک‌موتوره دریایی
  - هواپیمای چندموتوره زمینی
  - هواپیمای چند موتوره دریایی
  - هواپیمای جت
- بالگرد
- هواچرخ
- گلایدر
- کشتی هوایی
- بالن
- پاور پاراشوت